# Видулея, Лигита
Ли́гита Ви́дулея (латыш. Ligita Viduleja, в советский период Лигита Петровна Видулея; 12 декабря 1933 — 31 января 2023) — латвийский музыковед и сценарист. Мать режиссёра Анны Видулея и художника Дагса Видулейса.

## Биография
Родилась в семье музыкального педагога, дирижёра и валторниста Петериса Видулейса (1892—1963). Окончила отделение истории музыки Латвийской консерватории (1958), училась у Валентина Уткина. Работала в Управлении по делам искусств Министерства культуры Латвийской ССР, в 1962—1967 гг. младший научный сотрудник музыковедческого сектора Латвийской консерватории, затем — сектора теории и истории искусств Института языка и литературы Академии наук Латвийской ССР. Опубликовала научно-популярную брошюру «Балет» (латыш. Balets; 1959). За ней последовала монография «Светлые струны» (латыш. Gaišās stīgas; 1963), посвящённая жизни и творчеству композитора Петериса Барисонса и выросшая ещё из дипломной работы Видулея, — рецензируя эту книгу, музыковед Силвия Стумбре особо отмечала способность автора образным литературным языком рассказывать не только о жизненных событиях, но и о музыкальных структурах. В 1965 г. выступила составителем и соавтором книги о Латвийской консерватории, в 1973 г. вышла её монография «Латвийская советская опера. 1940—1970-е гг.» (латыш. Latviešu padomju opera (1940.–1970.)), в которой показано, что латвийская музыкально-сценическая продукция сталинской эпохи отличалась безосновательной декларативностью и художественной бедностью, но после десталинизации латвийским композиторам, особенно нового поколения, удалось создать ряд ярких, выразительных и изобретательных сочинений. В дальнейшем продолжала публиковать в периодике статьи о современной музыке, в 1983—1987 гг. заведовала отделом музыки в журнале Literatūra un Māksla (с латыш. — «Литература и искусство»).
Во второй половине 1970-х гг. работала на студии «Телефильм-Рига» как сценарист. По сценарию Видулея режиссёром Марутой Юрьяне сняты короткометражные музыкальные фильмы «Фиолетовый орга́н заката» (латыш. Saulrietu violetās ērģeles; 1975) на основе Concerto innocente для органа с оркестром Маргера Зариньша, «Октябрьская оратория» (латыш. Oktobra oratorija; 1977) по одноимённому сочинению Иманта Калныньша и «Музыка Шекспира» (латыш. Šekspīra mūzika; 1978) по одноимённому вокальному циклу Паула Дамбиса. В 1979 г. режиссёр Ансис Берзиньш снял по сценарию Видулея короткометражный телемюзикл «Рассказ о печальной судьбе Керри» (правильнее «Грустная история про сестру Керри», латыш. Skumjš stāsts par māsu Keriju) — сокращённую версию мюзикла Раймонда Паулса по роману Теодора Драйзера «Сестра Керри» с использованием готовой фонограммы мюзикла, но с участием драматических артистов; этот фильм, по мнению современного критика, отличают «замечательная режиссёрская задумка, великолепная работа актёрского состава, своеобразный операторский подход», он получил главный приз «Янтарная антенна» на конкурсе музыкальных фильмов Интервидения (в рамках Международного фестиваля песни в Сопоте), главный приз за музыкальный фильм на фестивале телевизионных фильмов в Баку и главный приз фестиваля «Большой Кристап» за лучший латвийский телевизионный фильм. В 1980 г. выступила и как режиссёр аналогичного короткометражного музыкального фильма «Тень диско» (латыш. Disko ēna), в основу которого легли шесть песен Паулса на стихи Яниса Петерса из их второго после «Сестры Керри» мюзикла «Шерлок Холмс».